# Thaumatoperla flaveola
Thaumatoperla flaveola är en bäcksländeart som beskrevs av Burns och Arturs Neboiss 1957. Thaumatoperla flaveola ingår i släktet Thaumatoperla och familjen Eustheniidae. Inga underarter finns listade i Catalogue of Life.